# 타임캡슐 목록
다음은 타임캡슐의 목록이다.

## 목록

### 대한민국
이 목록에 추가되는 타임캡슐은 매장기간이 10년 이상인 경우로 한했다. 또 타임캡슐이란 이름을 달지 않았어도 개봉될 당시 '타임캡슐'로 인정받은 사례도 추가되었다. 옛모습을 그대로 간직한 유물이나 유적지를 타임캡슐로 빗댄 사례는 등재하지 않았다.
| 개봉일 | 매설일 | 장소                                               | 비고 |
| ------ | ------ | -------------------------------------------------- | --- |
| 2001년 | 1932년 | 서울특별시 중구 배재학당 터                        | 2001년 2월 9일 옛 배재학당 건물 철거 과정에서 발견된 주춧돌 밑에 묻혀 있던 청동제함이다. 1932년 10월 22일자 <동아일보>, 신약전서와 찬송가 합본, 1886년에 수집된 동전 꾸러미, 10엔 일본 금화, 1932년 배재학당의 이사 졸업생 재학생 명부, 배재학당 학칙, 생도 수첩 등이 들어 있었다. 발굴 당시 미국 선교사 아펜젤러의 일기에 남겨진 기록에 근거해 '아펜젤러 타임캡슐'로 명명됐다.                                                             |
| 2011년 | 2001년 | 서울특별시 종로구 환경운동연합 본부                | 2001년 5월 27일 환경운동연합과 녹색연합 소속 고교생 회원 33명이 정부의 새만금 사업 지속 방침에 항의하여 묻은 타임캡슐이었다. 정부가 새만금 사업을 마무리짓기로 했던 2011년, 사업 지속 발표가 이뤄진 5월 25일에 개봉하기로 했었다. 10년 후인 2011년 5월 25일, 매설 당시 회원들이 참석한 가운데 그당시 선언문을 낭독하는 개봉식 행사를 가졌다. 이후 2011년에 발표된 새만금 종합 개발계획 마스터플랜, 다큐멘터리 CD집 등을 넣고 다시 매장했다. |
| 2012년 | 1997년 | 서울특별시 광진구 자양동 신양초등학교              | 1997년 7월 3일 신양초등학교 재학생 1,891명이 자신의 원고지와 가족 사진, 일기장 등을 담아 매설한 타임캡슐이다. 교정 화단에 묻혀 15년간 보존되었다가, 2012년 7월 1일에 당시 재학생 500여명이 참석한 가운데 개봉식이 열렸다. |
| 2012년 | 2002년 | 인천광역시 남동구 인천시청                         | 2002년 5월 21일 인천광역시청 미관광장 완공을 기념해 분수대 중앙에 묻었던 타임 캡슐이다. 인천시민 3,000명의 접수를 받아 제작된 유리병 3000여개로 구성되어 10년 간 땅속에 보존되었다. 이후 2012년 10월 15일 인천 시민의날에 다시 개봉되어 각각의 유리병이 시민들에게 반환되었다. |
| 2018년 | 1968년 | 서울특별시 동작구 중앙대학교 청룡상                | 중앙대학교 교내에 있는 청룡상에 담긴 부속품들로, 1968년 10월 건립시에 같이 넣었던 것이다. 원래 타임캡슐의 이름을 달고 매설된 것은 아니었지만 개교 100주년이 되는 2018년에 '타임캡슐'로 개봉될 예정이다. |
| 2018년 | 1998년 | 경상북도 칠곡군 석적면 석적초등학교                | 1998년 2월 19일 제59회 졸업생들이 묻은 '꿈단지'로 20년 후인 2018년에 개봉될 예정이다. |
| 2018년 | 1998년 | 경상북도 포항시 포항제철                           | 1998년 3월 2일 포항제철이 제2후판공장 준공 20주년 기념으로 매설한 타임캡슐로, 후판공장 직원 238명 전원의 작업도구를 비롯해 황색근무복, 마크 및 스티커, 각종 표창장과 1998년 당시 사용되던 지폐, 동전, 전화카드, 15대 대통령 취임식을 담은 신문 등 각종 자료 420점이 들어있다. 20년 후인 2018년 3월 2일에 개봉될 예정이다. |
| 2019년 | 1999년 | 전라남도 담양군 경상남도 의령군                    | 1999년 5월 26일 전라남도교육청과 경상남도교육청이 공동 기획한 타임 캡슐로, 양 지역 초등학생 1,000여명의 각자 소망 등이 적힌 `꿈과 우정의 약속카드'가 들어갔다. 전남 담양의 전라남도교육연수원과 경남 의령의 경남덕유교육원 의령분원 앞뜰에 매장되어 있으며, 20년 후인 2019년 5월 26일 개봉 예정이다. |
| 2019년 | 1999년 | 서울특별시 종로구 현대그룹 본사                    | 1999년 5월 29일 현대건설에서 창사 52주년 기념으로 본사와 별관 사이에 매립된 피라미드형 타임캡슐로, 당시 과장급 이상 인사 4,500여명의 목표와 미래상을 적은 ‘꿈의 실현 계획서’등이 들어갔다. 본래 10년 후인 2009년 5월 29일에 개봉될 예정이었으나, 내부 사정으로 인해 10년이 더 연장되어 2019년 5월 29일에 개봉되었다. |
| 2019년 | 1999년 | 전라남도 나주시                                    | 1999년 6월 21일 전라남도과학교육원 뜰에 매립된 타임캡슐로, 소년소녀가장 900여명의 '희망실천 다짐카드'가 담겼다. 2019년 6월 21일에 개봉되었다. |
| 2021년 | 2001년 | 원산함                                             | 2001년 4월 2일 해군작전사령부 원산함 함교 내에 보관된 타임캡슐로, 군함내 생활상을 담은 사진 등 각종 자료들을 담았다. 부대창설 24주년 기념일인 2021년 4월 1일에 개봉되었다. |
| 2029년 | 2003년 | 경상남도 김해시                                    | 2003년 6월 3일 인제대학교 개교 25주년을 기념하여 김해캠퍼스 인당관 앞 정원에 매설한 타임캡슐이다. 개교 50주년이 되는 해 개봉될 예정이다. |
| 2029년 | 2009년 | 서울특별시 중구 롯데백화점 본점                    | 2009년 11월 13일 롯데백화점 30주년을 기념하여 매설한 타임 캡슐로, 창사 50주년이 되는 해에 개봉 예정이다. 타임 캡슐에는 시계가 부착되어 있는데 두 개 중 작은 시계는 일년에 한 바퀴를, 큰 시계는 20년에 한 바퀴를 돌게끔 제작되어 있으며, 롯데백화점 본점의 정문 앞에 매설되어 8년째 가동 중이다. |
| 2032년 | 2012년 | 부산광역시 사직야구장                              | 롯데 자이언츠 창단 30주년 기념. 50주년이 되는 해에 개봉 예정. |
| 2033년 | 2004년 | 인천광역시 동구                                    | 2004년 12월 23일 INI스틸 (현 현대제철)이 인천공장 화단에 매설한 타임 캡슐. 30년 후 창사 80주년이 되는 2033년 6월 10일에 개봉 예정. |
| 2037년 | 1997년 | 부산광역시 동래구 한국전력공사 동래지점            | 한전 동래지점 60주년 기념 타임 캡슐로, 동래지점 건물 앞 화단에 매설되어 있다. 1997년 당시 애자와 누전차단기, 전압전류측정계, 전기요금청구서, 전기공급규정 등 30여점의 각종 기자재와 서류, 60년의 역사를 담은 기념회보가 들어있으며 40년 후에 개봉될 예정이다. |
| 2037년 | 2017년 | 경상남도 진주시 경상대학교병원 본관 2층 로비       | 경상대병원 개원 30주년을 맞이하여 2017년 2월에 설치한 타임캡슐로, 개원 50주년을 맞는 2037년에 개봉될 예정이다. |
| 2047년 | 1999년 | 대전광역시 유성구 LG화학 기술연구원                | 1999년 12월 28일, LG화학에서 제작해 대전기술연구원 앞뜰에 매장한 타임캡슐로, LG화학 창사 100주년이 되는 2047년에 개봉될 예정이다. |
| 2050년 | 1999년 | 강원도 속초시 청호동                               | 1999년 11월 25일 <강원일보> 주관으로 관광엑스포 주제관에 매설된 타임 캡슐. 2050년 10월 24일 개봉될 예정. |
| 2052년 | 2002년 | 서울특별시 중구 을지로                             | 삼성화재 창사 50주년을 맞이하여 을지로 본사 앞에 매장한 타임캡슐이다. 창사 100주년이 되는 해에 개봉될 예정. |
| 2054년 | 1994년 | 대구광역시 북구 침산동                             | 제일모직 창사 40주년 기념. 창사 100주년인 2054년 9월 15일에 개봉 예정. |
| 2066년 | 2016년 | 서울특별시 성북구 하월곡동 한국과학기술연구원 본원 | 2016년 2월 5일 한국과학기술연구원 (KIST) 창립 50주년을 맞아 본원에 매설한 타임캡슐로, 100주년이 되는 2066년 2월에 개봉될 예정이다. |
| 2073년 | 2003년 | 대전광역시 유성구                                  | KAIST 창립 30주년 기념으로 캠퍼스 내 과학도서관 앞 잔디밭에 매설된 타임캡슐. 창립 100주년이 되는 해에 개봉될 예정이며, 장영실 동상 앞에 바로 위치해 있다. |
| 2074년 | 2017년 | 충청북도 음성군 한국가스안전공사 본사              | 한국가스안전공사가 창립 43주년 및 정부기관 승격 10주년 기념으로 2017년 2월 1일에 매설한 타임 캡슐로, 창사 100주년이 되는 해에 개봉될 예정이다. |
| 2096년 | 1996년 | 서울특별시 종로구 종로4가                          | 두산그룹 창사 100주년 기념 타임캡슐. 1996년 8월 1일, 종로구 종로4가 (당시 담배인삼공사 서울지사 사옥) 옆에 위치한 두산그룹 발상지인 '박승직 상점 터'에 매설됐다. 200주년이 되는 해에 개봉될 예정이다. 타임캡슐 위에는 '두산 창업 100주년 기념탑'이란 이름의 조형물이 세워져 있다. |
| 2096년 | 1996년 | 경상남도 창원시 경상남도청                         | 1996년 8월 4일 경상남도 탄생 100주년을 기념하여 경상남도청 연못 잔디광장에 매설된 타임 캡슐로, 이름은 '타임캡슐 경남 1996'. 100년 후에 개봉 예정. |
| 2098년 | 1999년 | 전라남도 여수시 돌산읍 돌산공원                    | 1999년 10월 15일 여수시-여천시-여천군 통합을 기념하여 매립한 타임캡슐. 통합 100주년인 2098년 4월 1일에 개봉된다. |
| 2101년 | 2001년 | 인천광역시 인천국제공항                            | 2001년 7월 7일 인천국제공항 개항 100일을 맞아 국제업무단지 중앙공원에 매설된 타임캡슐로, 개항일에 첫 착륙한 비행기와 관제사간의 교신내용 등 100여점의 기념물이 들어갔다. 100년 후에 개봉될 예정이다. |
| 2102년 | 2002년 | 인천광역시 서구 경서동                             | 2002년 7월 19일 한국자원재생공사 (현 한국환경공단)이 종합환경연구단지 완공 기념으로 매설한 타임캡슐. 100년 후에 개봉된다. |
| 2103년 | 2003년 | 충청남도 천안시 동남구 병천면                      | 2003년 4월 1일 유관순 열사 기념관 개관과 함께 기념관 앞쪽 태극광장에 매설된 타임 캡슐로 유관순과 관련된 물품 50종이 들어 있다. 100년 후에 개봉될 예정이다. |
| 2110년 | 2010년 | 경상남도 하동군 하동문화예술회관 강변나들이공원    | 2010년 4월 15일 하동문화예술회관 공원에 매설된 타임캡슐로, 정식명칭은 '캡슐하동 2110'이다. 100년 뒤인 2110년 4월 15일에 개봉될 예정이며 하동군이 문헌상에 처음 등장한 757년에 맞춰 757점의 수장품이 들어갔다. |
| 2112년 | 2012년 | 전라북도 완주군 용진면 완주군청사                  | 완주군 신 청사 완공을 기념해 2012년 7월 2일에 매설된 타임 캡슐로 정식 명칭은 '완주 타임캡슐 2112'이다. 486점이 수장되어 있으며 신청사 완공 100주년인 2112년에 개봉될 예정이다. 타임캡슐 위에는 완주군 구 청사의 청동 축소모형이 세워져 있다. |
| 2114년 | 1999년 | 대전광역시 서구 대전시청                           | 1999년 12월 31일 서구 둔산동 대전시청 신청사 광장에 매립한 타임 캡슐로, 대전시 탄생 200주년이 되는 2114년 3월 1일에 개봉된다. |
| 2195년 | 1995년 | 제주특별자치도 제주시 신산공원                     | 1995년 10월 7일 <제민일보>가 광복 50주년 기념사업으로 매설한 타임캡슐. 광복 250주년이 되는 해인 2195년 8월 15일에 개봉될 예정이다. |
| 2394년 | 1994년 | 서울특별시 남산                                    | 1994년 11월 29일에 매설된 서울 1000년 타임캡슐 |
| 2395년 | 1995년 | 서울특별시 서초구 서초동 대검찰청                  | 근대 검찰제도 도입 100주년 및 대검찰청 서초 신청사 준공 이전 기념으로 1995년 8월 4일 당시 검찰이 매설한 타임 캡슐. 500주년이 되는 해에 개봉될 예정. |
| 2396년 | 1996년 | 경상북도 문경시 문경읍 문경새재도립공원            | 경상북도 탄생 100주년 기념으로 문경새재 도립공원 제1관문에 매설된 타임 캡슐로, 500주년이 되는 해 개봉 예정이다. |
| 2416년 | 2016년 | 충청북도 보은군                                    | 보은군 탄생 600주년 기념 타임 캡슐로, 1000주년이 되는 해 개봉 예정. |
| 2485년 | 1985년 | 서울특별시 남산 N서울타워 인근                     | 대한민국 최초의 "타임 캡슐"로, <중앙일보> 창간 20주년을 맞아 매설된 타임 캡슐. 500년 후에 개봉될 예정이다. |
| 2611년 | 2004년 | 경기도 양주시 양주시청                             | 양주 탄생 608주년 및 시 승격 1주년 기념으로 시청사 정문 앞에 매설된 타임 캡슐로, 탄생 1000주년이 되는 2611년 10월 18일 개봉될 예정이다. 현재 타임캡슐 위에는 기념탑이 세워져 있다. |
| 3000년 | 2001년 | 제주특별자치도 제주시 사라봉공원                   | 2001년 1월 1일 0시, 사라봉공원 모충사 경내 지하 10m 깊이에 매장된 돌하르방 모양의 타임캡슐이다. 타임캡슐 위에는 지름 7.5m, 높이 9m의 방사탑이 세워져 있다. 2000년 한 해 동안 제주시가 기증 구입한 17개 분야 590점의 유물이 들어 있으며, 서기 3000년에 개봉될 예정이다. |
| 3001년 | 2001년 | 경기도 이천시 관고동                               | 2001년 세계 도자기 엑스포를 기념하여 제작된 타임 캡슐로 도자기 100여점과 재료 등이 들어가 있다. 2001년 10월 28일 박람회 폐막식과 동시에 밀봉식이 거행되었으며 1000년 후에 개봉될 예정이다. |

### 여러 나라
| 개봉일          | 매설일                 | 장소                                         | 비고 |
| --------------- | ---------------------- | -------------------------------------------- | --- |
| 2015년          | 1795년 1855년 (마지막) | 미국 매사추세츠주 보스턴 매사추세츠주 의사당 | 1795년 미국 건국의 아버지였던 새뮤얼 애덤스 매사추세츠 주지사와 독립운동가 폴 리비어가 함께 의사당 주춧돌 밑에 묻은 청동 타임캡슐이다. 동전과 글이 새겨진 은판, 구리판, 당시 신문 등이 들어 있다. 60년 뒤인 1855년에 처음 발견되어 매장품을 재단장한 뒤 부속품을 추가로 넣고 도로 매장했다. 이후 2014년 12월 매사추세츠 주의사당 보수작업 중에 발견되어 2015년 1월 6일에 보스턴 미술 박물관 주최로 개봉식을 열었다. |
| 6970년 3월 15일 | 1970년                 | 일본 오사카시 오사카성앞                     | 1970년 오사카 만국박람회 기념으로 마이니치신문과 마쓰시타전기 (현 파나소닉)이 공동 주관해 지하 15m에 매설된 타임 캡슐이다. 일본 최초이자 아시아 최초의 타임캡슐이기도 하다. 두 개의 캡슐이 상하부로 나뉘어 매설되어 하나는 30년 뒤인 2000년 3월 15일에 개봉하였으며, 다른 하나는 박람회 개최 5000년 뒤인 6970년에 개봉될 예정이다.                                                                                  |